# Yinyoga
Yinyoga, även Taoistisk Yoga, är en yogaform som stretchar kroppens fascia istället för musklerna. Syftet med Yinyoga är att nå ökad rörlighet, flexibilitet och smärtlindring likväl som minskad ångest och stress.
Begreppet Yinyoga introducerades av författaren Sarah Powers. Hon har beskrivit Yinyoga som att "istället för att behöva vara bekväm för att slappna av, lär vi oss att slappna av med obehag. Det är en mycket överförbar färdighet."
Yogaformen kännetecknas av passiva positioner som hålls i 3–5 minuter under medveten närvaro. I motsats till Yangyoga– så som Ashtanga vinyasa-yoga– där målet är att få upp energin i kroppen och musklerna, är Yinyoga ett sätt att minska "energierna, vända blicken inåt och lugna nervsystemet". Yinyoga utövas sittande eller liggande, men i övrigt kan positionerna vara desamma som i andra typer av Yoga. Skillnaden ligger främst i att positionerna hålls under längre tid för att stretcha fascian.